# Гартвіг Бляйдік
Гартвіг Бляйдік (нім. Hartwig Bleidick, нар. 26 грудня 1944) — німецький футболіст, що грав на позиції захисника за «Боруссію» (Менхенгладбах), а також національну збірну Німеччини.
Дворазовий чемпіон Німеччини. 

## Клубна кар'єра
Народився 26 грудня 1944 року. Вихованець футбольної школи клубу «Фортуна» (Дюссельдорф).
У дорослому футболі дебютував 1968 року виступами за команду клубу «Боруссія» (Менхенгладбах), кольори якої і захищав протягом усієї своєї кар'єри гравця, що тривала шість років. Більшість часу, проведеного у складі «Боруссії», був основним гравцем захисту команди, допоміг їй 1970 року здобути титул чемпіонів ФРН, а наступного сезону — його захистити.

## Виступи за збірну
1971 року провів дві гри у складі національної збірної Німеччини.

## Титули і досягнення
- Чемпіон ФРН (2):

«Боруссія» (Менхенгладбах): 1969-1970, 1970-1971
- Володар Кубка ФРН (1):

«Боруссія» (Менхенгладбах): 1972-1973